# Marc-Antoine Madeleine Désaugiers
Marc-Antoine Madeleine Désaugiers (Fréjus, 17 novembre 1772 – Parigi, 9 agosto 1827) è stato un poeta, compositore, drammaturgo e cantante francese.

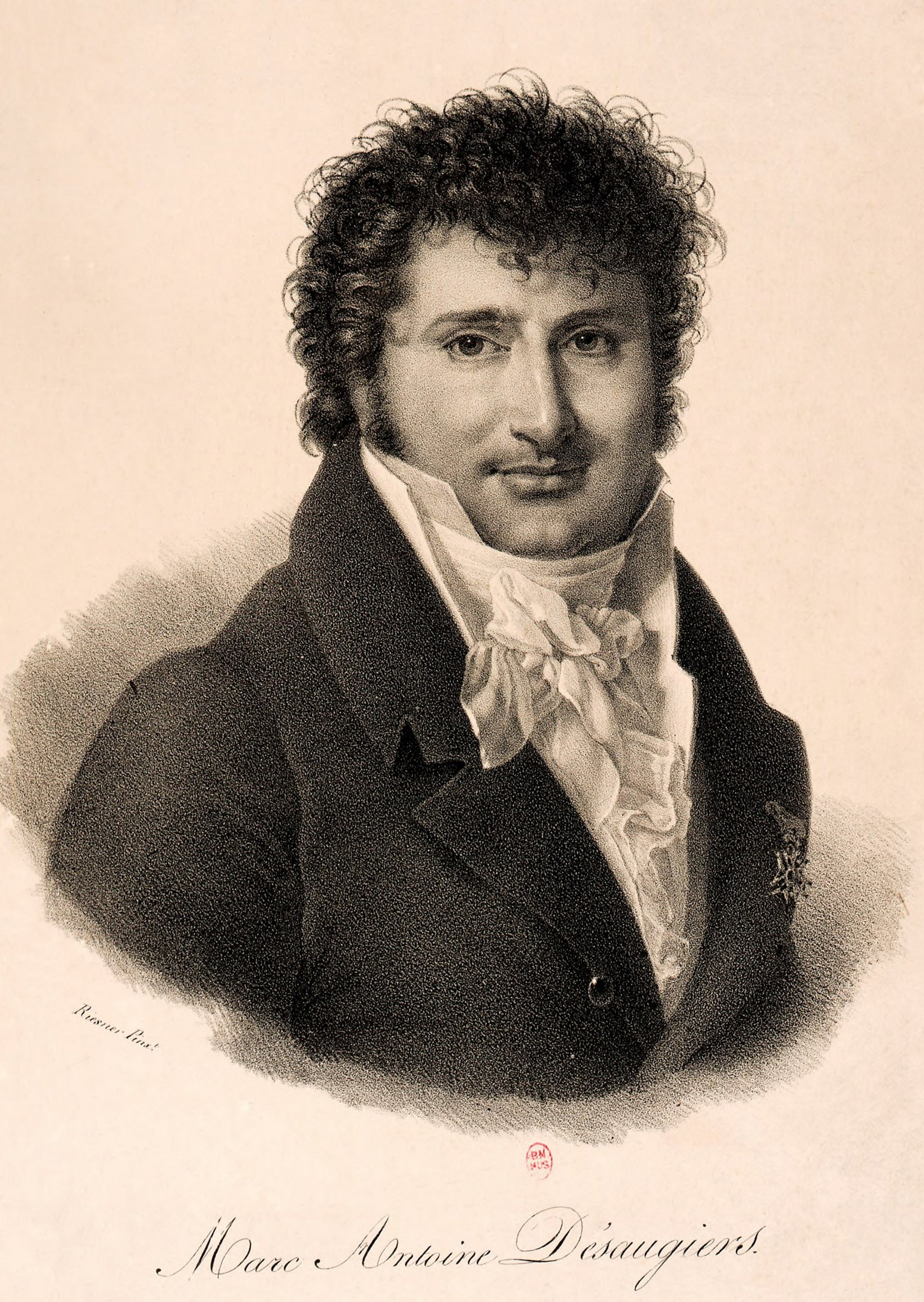
Marc-Antoine Madeleine Désaugiers, ca. 1810, Biblioteca nazionale di Francia.

Negli scritti storici è spesso confuso con suo padre, Marc-Antoine Désaugiers, egli stesso un compositore di undici opere liriche, per lo più commedie, per i palcoscenici di Parigi, e lasciò dieci composizioni teatrali non eseguite.

## Biografia
Era figlio di un affermato compositore teatrale. Studiò al Collège des Quatre-Nations, noto come "Mazarin College" di Parigi, dove ebbe tra i suoi insegnanti il critico Julien Louis Geoffroy. Entrò nel seminario di Saint-Lazare in vista del sacerdozio, ma presto rinunciò alla sua vocazione. Nel suo diciannovesimo anno compose, in collaborazione con il padre, un'opera leggera (1791) adattata da Il medico per forza di Molière.
Durante la Rivoluzione francese emigrò a Santo Domingo, e durante la rivolta dei negri fu fatto prigioniero e riuscì a fuggire. Si rifugiò negli Stati Uniti, dove si mantenne insegnando pianoforte. Nel 1797 tornò nel suo paese natale e in pochissimi anni divenne famoso come scrittore di commedie, opere e vaudeville, che furono prodotti in rapida successione al Théâtre des Variétés e al Vaudeville. Scrisse anche canzoni conviviali e satiriche, che, sebbene di carattere diverso, possono solo essere degnamente paragonate a quelle di Béranger. Fu presidente del Ceveau, una società conviviale i cui membri provenivano allora principalmente dai circoli letterari ed ebbe l'onore di presentare Béranger come membro. Nel 1815 succedette a Pierre Yves Barr come direttore del Vaudeville, che prosperò sotto la sua direzione finché, nel 1820, l'opposizione del Gymnase si dimostrò troppo forte per lui e si dimise.
Désaugiers morì a Parigi all'età di 55 anni.
Tra i suoi pezzi si possono citare Le Valet d'emprunt (1807), Monsieur Vautour (1811) e Le Règne d'un terme et le terme d'un règne, dedicato a Napoleone. Tra i suoi collaboratori ci fu Eugène Scribe.
Un'edizione di Chansons et Poésies diverses di Désaugiers apparve nel 1827 e una nuova selezione, con una prefazione di Alfred de Bougy, nel 1858.

## Opere
- 1798: Gilles afficheur, vaudeville in 1 atto.
- 1799: Le Testament de Carlin, vaudeville in 1 atto.
- 1802: Gille in deuil, opera in 1 atto, con Armand Croizette e Jacques-André Jacquelin, musica di Niccolò Piccinni;
- 1802: Mylord Go, ou Le 18 Brumaire, tableau-impromptu con vaudevilles, con Francis baron d'Allarde.
- 1803: Cric-crac, ou L'Habit du Gascon, opéra-vaudeville in 1 atto, con Jacques-André Jacquelin.
- 1803: Le Mot de l’énigme, commedia in 1 atto, con René de Chazet e A.-M. Lafortelle.[1]
- 1803: Le Magister et le meunier, ou Les Escobarderies villageoises, commedia-vaudeville in 1 atto, da un'antica favola, con Jacques-André Jacquelin.
- 1803: L’Amour et l’argent, ou Le Créancier rival, commedia in 1 atto, con René de Chazet et A.-M. Lafortelle
- 1803: Manon la ravaudeuse, commedia in 1 atto, con vaudevilles, con Charles Henrion e Joseph Servières.
- 1803: Arlequin musard, ou J'ai le temp, vaudeville-parade in 1 atto, con Francis d'Allarde.
- 1803: L'Un après l'autre, ou Les Deux trappes, commedia in 1 atto, con vaudevilles, con Francis d'Allarde.
- 1803: M. Pistache, ou Le Jour de l'An, folie in 1 atto,  con Francis d'Allarde.
- 1803: Les époux avant le mariage ou ils sont chez eux, opéra-comique su musica di Alexandre Piccinni.[2]
- 1804: Le Naufrage pour rire, ou Le Coche d'Auxerre, vaudeville in 1 atto.
- 1804: C'est ma femme, vaudeville in 1 atto, con Francis d'Allarde.
- 1805: Le Diable in vacances, opéra-féerie et comique in 1 atto su musica di Pierre Gaveaux, con Martial Aubertin e Bosquier-Gavaudan.
- 1805: Arlequin tyran domestique, enfantillage in 1 atto, con Francis d'Allarde e Mathieu-Jean-Baptiste Nioche de Tournay.
- 1805: Le Quartier d'hiver, ou Les Métamorphoses, vaudeville in 1 atto.
- 1805: Monsieur Vautour, ou Le	propriétaire sous le scellé, vaudeville in 1 atto, con Mathieu-Jean-Baptiste Nioche de Tournat e Georges Duval.
- 1805: L'Adroite ingénue, ou La Porte secrète, commedia in 3 atti da Calderon, con Dumaniant
- 1805: Le Chanteur éternel, vaudeville in 1 atto, con Théophile Marion Dumersan.
- 1806: Mars in Carême, ou L'Olympe au Rocher de Cancale, folie-vaudeville in 1 atto, con Francis d'Allarde.
- 1806: Le Vieux chasseur, commedia in 3 atti, con Mathieu-Jean-Baptiste Nioche de Tournay e Francis d'Allarde.
- 1806: Ma tante Urlurette, ou Le Chant du coq, folie-vaudeville in 1 atto, con Francis d'Allarde.
- 1806: Madame Scarron,  commedia-vaudeville in 1 atto, con Joseph Servières.
- 1806: Le Mari intrigué, commedia in 3 atti e in versi.
- 1806: Avis au public, ou Le Physionomiste in défaut, opéra-comique in 2 atti su musica di Alexandre Piccini.
- 1806: Monsieur Giraffe, ou La Mort de l'ours blanc, vaudeville in 1 atto, con Auguste-Mario Coster, René de Chazet, Georges Duval, Francis d'Allarde, Jean-Toussaint Merle, Charles-François-Jean-Baptiste Moreau de Commagny, André-Antoine Ravrio e Joseph Servières.
- 1807: Le Valet d'emprunt, ou Le Sage de dix-huit ans, commedia in 1 atto, con Théophile Marion Dumersan.
- 1807: Le Panorama de Momus, prologo di inaugurazione in prosa e in vaudevilles per la nuova sala del Théâtre des Variétés, con Francis d'Allarde e Moreau de Commagny.
- 1807: Arlequin double, vaudeville in 1 atto, con Joseph Servières.
- 1807: Un Dîner par victoire, divertissement in 1 atto e in versi.
- 1807: Les Bateliers du Niémen, vaudeville in 1 atto, con Francis d'Allarde e Moreau de Commagny .
- 1807: Une Heure de folie, commedia in 1 atto e in versi.
- 1807: Taconnet chez Ramponneau, ou Le Réveillon de la Courtille, commedia-folie in 1 atto, con Francis d'Allarde e Moreau de Commagny.
- 1808: Mincétoff, parodie de Menzikoff, con Francis d'Allarde e Moreau de Commagny.
- 1808: Turlupin, ou Les commedians du XVIe siècle, commedia in 1 atto, con Michel-Nicolas Balisson de Rougemont e Dumersan.
- 1808:Monsieur et Madame Denis, ou La Veille de la Saint-Jean, tableau coniugale in 1 atto, con Balisson de Rougemont.
- 1808: Les Trois étages, ou L'Intrigue sur l'escalier, vaudeville in 1 atto.
- 1808: La comédie chez l'épicier, ou Le Manuscrit retrouvé, vaudeville in 1 atto, con Michel-Joseph Gentil de Chavagnac.
- 1809: M. La Gobe, ou Un tour de carnaval,  folie-vaudeville in 1 atto, con Gentil de Chavagnac.
- 1809: Hector, ou Le Valet de carreau, in 5 parti, con Balisson de Rougemont e Gentil de Chavagnac.
- 1809: Jocrisse aux enfers, ou L'Insurrection diabolique, vaudeville infernale in 1 atto, con Francis d'Allarde.
- 1809: Adam-Montauciel, ou À qui la gloire?, in 1 atto e in vaudevilles, con Balisson de Rougemont e Nicolas Gersin.
- 1809: Le Départ pour Saint-Malo, ou La suite des "Trois étages", folie in 1 atto.
- 1809: M. Gérésol, ou Le Luthier de la rue de la Harpe, commedia in 1 atto con vaudevilles.
- 1810: Il arrive, il arrive, ou Dumollet dans sa famille, folie-vaudeville in 1 atto.
- 1810: La Petite guerre, ou L'Officier Prothée, prologo con vaudevilles.[3]
- 1810: La Petite Cendrillon, ou La Chatte merveilleuse , folie-vaudeville in 1 atto, con Gentil de Chavagnac.
- 1811: L'Heureuse gageure, divertissement in 1 atto e in versi liberi, realizzato a Parigi in occasione della nascita di S. M. il Re di Roma.
- 1811: L'Auteur et sa servante, prologo in vaudevilles, realizzato a Parigi in occasione della nascita di S. M. il Re di Roma.
- 1811: L'Appartement à deux maîtres, commedia-vaudeville in 1 atto.
- 1811: L'Ogresse, ou La Belle au bois dormant, vaudeville-folie-comi-parade in 1 atto, con Gentil de Chavagnac.
- 1811: Bayard à La Ferté, ou Le Siège de Mézières, opéra-comique su musica di Charles-Henri Plantade, con Gentil de Chavagnac.
- 1812: Le Mariage de Dumollet,  folie in 1 atto.
- 1812: Monsieur Désornières, ou Faut-il rire, faut-il pleurer ?, folie in 1 atto e in vaudevilles, con Gentil de Chavagnac.
- 1812: Les Auvergnats, ou L'Eau et le vin, vaudeville sbarazzino in 1 atto, con Gentil de Chavagnac.
- 1812: Le Mariage extravagant, commedia-vaudeville in 1 atto, con Henri Zozime de Valori.
- 1812: La Matrimonio-manie, ou Gai, gai, mariez-vous ! , commedia in un atto, con Balisson de Rougemont e Gentil de Chavagnac.
- 1812: La Famille moscovite, fatto storico in 1 atto.
- 1813: Cadet-Roussel esturgeon, folie-parade in 2 atti, con vaudevilles, con Antoine-Vincent Arnault.
- 1813: Pierrot, ou Le Diamant perdu, commedia-vaudeville in 2 atti, con Gentil de Chavagnac.
- 1813: Monsieur Croque-Mitaine, ou Le Don Quichotte de Noisy-le-Sec, stravaganza in 1 atto e in vaudevilles, con Nicolas Brazier e Jean-Toussaint Merle.
- 1813: Les Poètes in voyage, ou Le Bouquet impromptu, vaudeville in 1 atto, con René de Chazet.
- 1813: Le Dîner de Madelon, ou Le Bourgeois du Marais, commedia in 1 atto e in vaudeville
- 1813: Le Mari in vacances, commedia-vaudeville in 1 atto, con Alexandre Barrière.
- 1813: Le Petit enfant prodigue, ou L'Enfant de trois pères, commedia in 1 atto, con Gentil de Chavagnac.
- 1814: Le Bûcheron de Salerne, ou Les Souhaits, commedia-féerie in 1 atto, con Gentil de Chavagnac.
- 1814: Le Retour des lys, in 1 atto e in vaudevilles, con Gentil de Chavagnac, realizzato a Parigi in occasione dell'arrivo di Luigi XVIII nella capitale.
- 1814: L'Hôtel garni, ou La Leçon singulière, commedia in 1 atto e in versi, con Gentil de Chavagnac.
- 1814: L'Île de l'espérance, ou Le Songe réalisé, pièce allegorica in 1 atto, con vaudevilles, con Nicolas Brazier e Gentil de Chavagnac.
- 1814: Les Deux boxeurs, ou Les Anglais de Falaise et de Nanterre, folie-parade in 1 atto, con Francis d'Allarde e Antoine Simonnin[4]
- 1814: Le Premier in date, opéra-comique in 1 atto su musica di Charles-Simon Catel, con Hyacinthe Antoine Pessey.
- 1814: Le Boulevard Saint-Martin, ou Nous y voilà!, prologo di inaugurazione in 1 atto, con Nicolas Brazier.
- 1815: Je fais mes farces,  folie in 1 atto, con Nicolas Brazier e Gentil de Chavagnac.
- 1815: Les Deux voisines, ou Les Prêtés rendus, commedia in 1 atto, con Gentil de Chavagnac.
- 1815: Le Singe voleur, ou Jocrisse victime, imitazione burlesca in 1 atto del melodramma La Pie voleuse, ou La Servante de Palaiseau (di Théodore Baudouin d'Aubigny e Louis-Charles Caigniez), con Jean-Toussaint Merle.
- 1815: Le Bouquet du roi, ou Le Marché aux fleurs, in 1 atto, con vaudevilles, con Gentil de Chavagnac.
- 1815: Le Vaudeville in vendanges, in 1 atto, con Gentil de Chavagnac e Moreau de Commagny.
- 1815: Une Journée au camp, melodramma comico in 2 atti e in vaudevilles, con Gentil de Chavagnac.
- 1815: Trois pour une, ou Les Absents n'ont pas toujours tort, commedia-vaudeville in 1 atto, con Alexandre Barrière.
- 1816: Les Visites bourgeoises, ou Le Dehors et le Dedans, in 1 atto, con Gentil de Chavagnac e Moreau de Commagny.
- 1816: Chacun son tour, ou L'Écho de Paris, divertissement in vaudevilles, con René de Chazet e Gentil de Chavagnac
- 1816: Monsieur Sans-Gêne, ou L'Ami de collège, vaudeville in 1 atto, con Gentil de Chavagnac.
- 1816: Le Dix-sept juin, ou L'Heureuse journée, in 1 atto, con Gentil de Chavagnac.
- 1817: La Petite coquette, commedia-vaudeville in 1 atto, con Gentil de Chavagnac.
- 1817: Le Prince in goguette, ou La Faute et la leçon, commedia in 2 atti e in prosa, con Jean-Nicolas Bouilly.
- 1817 : La Barrière Mont-Parnasse, vaudeville in 1 atto, con Charles-Gaspard Delestre-Poirson, Henri Dupin e Eugène Scribe.
- 1817: Tous les vaudevilles, ou Chacun chez soi, à-propos in 1 atto, con Delestre-Poirson e Scribe;
- 1817: Tous les Vaudevilles, ou Chacun chez soi, in 1 atto, con Eugène Scribe e Delestre-Poirson.
- 1817: Huit jours de sagesse, ou Le Naufrage au port, commedia-vaudeville in 1 atto.
- 1817: Paris à Pékin, ou La Clochette de l'Opéra-Comique, parodie-féerie-folie in 1 atto e in vaudevilles, con Armand d'Artois e Emmanuel Théaulon
- 1817: Chansons chantées aux Champs-Élysées pour la fête du roi, le 25 août 1817, di Désaugiers, Gentil de Chavagnac, Jacques-André Jacquelin e Jacques-Thomas Verneur;[5]
- 1818: Les Deux Valentin, ou Les Nouveaux Ménechmes, commedia-vaudeville in 1 atto, con Gentil de Chavagnac.
- 1818: La Statue de Henri IV, ou La Fête du Pont-Neuf, tableau sbarazzino, in 1 atto, con René de Chazet, Gentil de Chavagnac e Joseph Pain.
- 1818 : Le Magasin de chaperons, ou L'Opéra-comique vengé,  folie-féerie-parodie in 1 atto, con Armand d'Artois.
- 1819 : Le Jeune Werther, ou Les Grandes passions, vaudeville in 1 atto, con Gentil de Chavagnac.
- 1819: Le Château de mon oncle, ou Le Mari par hasard, commedia in 1 atto, con Armand d'Artois.
- 1819 : Monsieur Partout, ou Le Dîner manqué, tableau-vaudeville in 1 atto, con François-Pierre-Auguste Léger.
- 1819 : Les Petites Danaïdes, ou Quatre-vingt-dix-neuf	victimes, imitation burlesco-tragi-comi-diabolico-féerie dell'opera Les Danaïdes (di Antonio Salieri), con vaudevilles e danze, con Gentil de Chavagnac.
- 1820: Ô l'impie!, ou Enfin la voilà!, vaudeville in 1 atto (parodia dell'opera in 3 atti Olympie, di Gaspare Spontini), con Nicolas Gersin e Michel Dieulafoy.
- 1820: Monsieur Purgon, ou Drogman, ou Les Malades pour rire, folie-vaudeville in 1 atto, con Gentil de Chavagnac.
- 1820: Un Dîner à Pantin, ou L'Amphitryon à la diète, tableau-vaudeville in 1 atto, con Gentil de Chavagnac e Nicolas Gersin.
- 1820: L'Homme aux précautions, commedia in 5 atti e in versi.
- 1820 : Le Berceau du prince, ou Les Dames de Bordeaux, vaudeville in 1 atto, con Nicolas Brazier, René de Chazet, Jean-Baptiste Dubois e Gentil de Chavagnac.
- 1821 : Les Étrennes du vaudeville, ou La Pièce impromptu, folie-parade in 1 atto, con Francis d'Allarde e Gentil de Chavagnac.
- 1821: Le Baptême de village, ou Le Parrain de circonstance, vaudeville in 1 atto, con Fulgence de Bury, Gentil de Chavagnac, Paul Ledoux e Ramond de la Croisette.
- 1821: La Petite Provence, ou Un coin des Tuileries, vaudeville in 1 atto, con Gentil de Chavagnac.
- 1822 : Vadeboncoeur, ou Le Retour au village, vaudeville in 1 atto, con Gentil de Chavagnac.
- 1822 : Un Coin du tableau, vaudeville in 1 atto, con Letournel e Auguste de Courchant.
- 1822: La Parisienne en Espagne, commedia-vaudeville in 1 atto, da una favola di Jean de La Fontaine, con Xavier B. Saintine.
- 1823: M. Oculi, ou La Cataratto, imitazione burlesca di Valérie in 1 atto e in vaudeville, con Gentil de Chavagnac.
- 1823: La Lanterne sourde, ou Les Deux portefaix, vaudeville-féerie in 1 atto, con Benjamin Antier e Philippe-Jacques de Laroche.
- 1823: Le Juif, vaudeville in 2 atti, con Auguste Rousseau e Mesnard.
- 1823: Les Couturières, ou Le Cinquième au-dessus de l'entresol, vaudeville in 1 atto, Charles Nombret Saint-Laurent e Saintine.
- 1823: Les Maris sans femmes, ou Une Heure de paternité, vaudeville in 1 atto, con Gentil de Chavagnac.
- 1823: La Route de Bordeaux, in 1 atto e in versi liberi, con Gentil de Chavagnac e Nicolas Gersin.
- 1823: Plus de Pyrénées, vaudeville in 1 atto, con Gentil de Chavagnac.
- 1824: Le Pied de nez, ou Félime et Tangut,  vaudeville-féerie in 6 atti, con Pierre Villiers.
- 1824: Pinson, père de famille, ou La suite de "Je fais mes farces", folie-vaudeville, con Saint-Laurent e Saintine.
- 1825: M. Transi, ou Le Troubadour du canal de l'Ourcq, vaudeville in 1 atto, con Gentil de Chavagnac.
- 1825: La Porte secrète, commedia-vaudeville in 1 atto, con Jean-François Bayard.
- 1825: Le Vieillard d'Ivry, ou 1590 et 1825, vaudeville in 2 quadri, con Ferdinand Laloue e Jean-Toussaint Merle, realizzato a Parigi in occasione della consacrazione di S. M. Carlo X.
- 1825: Fenêtres à louer, ou Les Deux propriétaires,  vaudeville in 1 atto, con Gentil de Chavagnac, realizzato a Parigi in occasione della consacrazione di S. M. Carlo X.
- 1825: L'An 1835, ou La Saint-Charles au village, vaudeville in un atto.
- 1825: Le Marchand de parapluies, ou La Noce à la guinguette, commedia sbarazzina in 1 atto, con W. Lafontaine e Louis-Émile Vanderburch.
- 1825: L'Intendant et le garde-chasse, vaudeville su musica di Félice Blangini, con Théodore Anne.
- 1826: Le Prologue impromptu, ou Les attours in retard, in 1 atto e in vaudevilles, con Espérance Hippolyte Lassagne e Pierre-Joseph Rousseau.
- 1826: Le Voisin, ou Faisons nos affaires nous-mêmes, commedia-vaudeville in 1 atto, con Nicolas Gersin e Gabriel de Lurieu.
- 1827: Les Deux héritages, ou Encore un Normand!, commedia-vaudeville in 1 atto, Antoine Simonnin.
- 1827: L'Amour et la peur, commedia-vaudeville in 1 atto, con Auguste Rousseau.
- 1827: Les Barricades de la rue Saint-Denis, ou in v'là des charges!, pot-pourri-bulletin des brillants combats livrés les 19 et 20 novembre par les bons gendarmes.
- 1831: Feu monsieur Mathieu, ou Le singulier homme, vaudeville in 1 atto, con Nicolas Brazier.